# かぐや姫さあど
『かぐや姫さあど』（かぐやひめさあど）は、第2期かぐや姫の3枚目のアルバムである。

## 概要
大ヒットした「神田川」 やかぐや姫が初めてオリコンのシングル売上ベスト100にランクインした「僕の胸でおやすみ」などを収録。

## 収録曲
1. ポカポカ日曜日
作詞・作曲 南こうせつ
編曲 石川鷹彦
2. アビーロードの街
作詞 伊勢正三
作曲 南こうせつ
編曲 石川鷹彦
3. けれど生きている
作詞 山田つぐと
作曲 南こうせつ
編曲 木田高介
4. あてもないけど
作詞 山田つぐと
作曲 南こうせつ
編曲 木田高介
5. 黄色い船
作詞・作曲 山田つぐと
編曲 石川鷹彦
6. そんな人ちがい
作詞 伊勢正三
作曲・編曲 南こうせつ
7. 神田川
作詞 喜多条忠
作曲 南こうせつ
編曲 木田高介
8. 遠い街
作詞 伊勢正三
作曲・編曲 南こうせつ
9. 突然さよなら
作詞・作曲 南こうせつ
編曲 石川鷹彦
10. 大きな片想い
作詞・作曲 南こうせつ
編曲 石川鷹彦
11. 僕の胸でおやすみ
作詞・作曲 山田つぐと
編曲 石川鷹彦